# Wybory do rad narodowych w Polsce w 1965 roku
Wybory do rad narodowych w Polsce w 1965 roku – wybory do rad narodowych w PRL, przeprowadzone – równocześnie z wyborami do Sejmu – 30 maja 1965 roku na podstawie uchwały Rady Państwa z 26 lutego 1965 r.
Wybierano radnych do:
- wojewódzkich rad narodowych,
- powiatowych rad narodowych,
- miejskich rad narodowych,
- dzielnicowych rad narodowych,
- rad narodowych osiedli i
- gromadzkich rad narodowych.

Władysław Gomułka ponownie – jak w czasie wyborów w latach 1957, 1958 i 1961 – wezwał do „głosowania bez skreśleń”, ponieważ „skreślenie mogłoby nosić (...) charakter polityczny”. Władze ogłosiły, że na listy Frontu Jedności Narodu padło około 99% ważnych głosów.